# مهتاب آر
مهتاب آر (انگلیسی: Mehtap Ar; ۶ آوریل ۱۹۵۶ – ۱۰ آوریل ۲۰۲۱) بازیگر اهل ترکیه بود.